# Blackburn Aircraft
Blackburn Aircraft var en brittisk flygplanstillverkare som grundades år 1911 av Robert Blackburn, då med namnet Blackburn Aeroplane Company. Förutom sina egna modeller tillverkade man flygplan åt andra företag som B.E.2c, Sopwith Cuckoo, Fairey Swordfish och Short Sunderland. Företaget uppgick 1960 i Hawker Siddeley som också övertog produktionen av Blackburns sista flygplan Blackburn Buccaneer.

## Historia

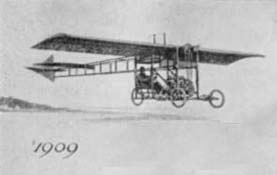
Blackburns första flygplan, 1909.

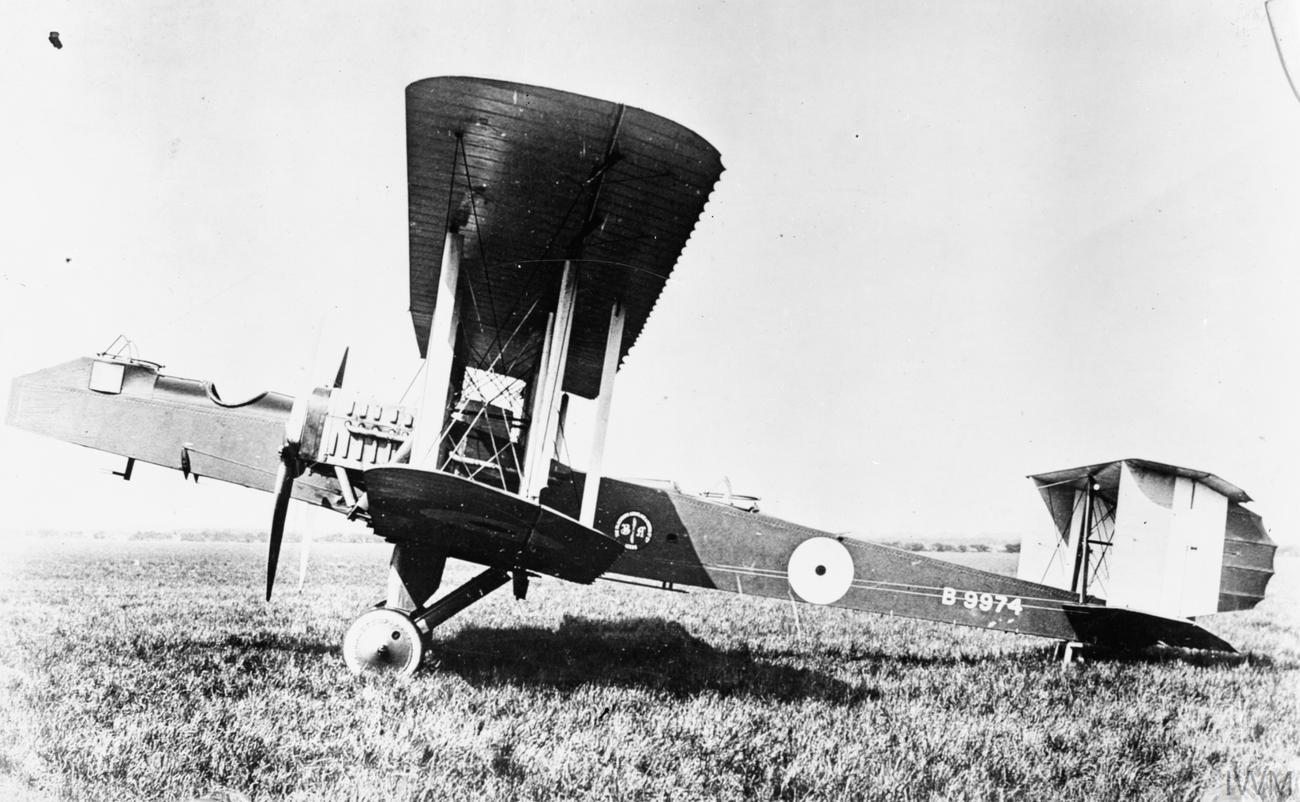
Torpedflygplanet Blackburn Kangaroo.

Robert Blackburn tog sin ingenjörsexamen 1906 och började konstruera sitt första flygplan 1908 efter att ha sett en demonstrationsflygning av Wilbur Wright i Issy-les-Moulineaux. När ritningen var klar började han med ekonomisk hjälp av sin far George Blackburn att bygga flygplanet i en verkstad i Leeds. I april 1909 började han testa sin flygmaskin på stranden vid Saltburn and Marske. Den 35 hk starka motorn visade sig vara för svag för att orka lyfta flygplanet och maskinen havererade den 24 maj. Blackburn gav inte upp utan började i stället konstruera ett nytt flygplan som den här gången byggdes i Filey. Den maskinen genomförde sin första lyckade flygning den 11 mars 1911. Intresset för flygning var nu såpass spritt att Blackburn grundade Blackburn Aeroplane Company för att serietillverka en förstorad tvåsitsig version av sitt andra flygplan under namnet Blackburn Mercury.
Blackburn Aeroplane Company var ursprungligen en enskild firma, men när första världskriget bröt ut bildade Blackburn i stället aktiebolaget Blackburn Aeroplane and Motor Co. för att kunna tillverka B.E.2c på licens. Efter hand fick Blackburn fler kontrakt på bland annat Sopwith Cuckoo och Sopwith Baby. Under kriget lanserade man också sina första militära modeller; zeppelinarjägaren Blackburn Twin Blackburn (som också var Blackburns första tvåmotoriga flygplan) och torpedflygplanet Blackburn Kangaroo. Slutet på första världskriget innebar en svår omställning för många flygplanstillverkare. Blackburn klarade sig tack vare att man snabbt kunde ställa om delar av produktionen till bildelar och man lanserade också en egen bilmodell 1919. Robert Blackburns bror Norman hjälpte också till genom att hyra Blackburns flygplan till sitt företag North Sea Aerial Navigation Co. År 1925 stängdes flygfältet Solders Field i Leeds vilket tvingade Blackburn att flytta hela verksamheten till Brough, en process som inte var helt färdig förrän 1932.

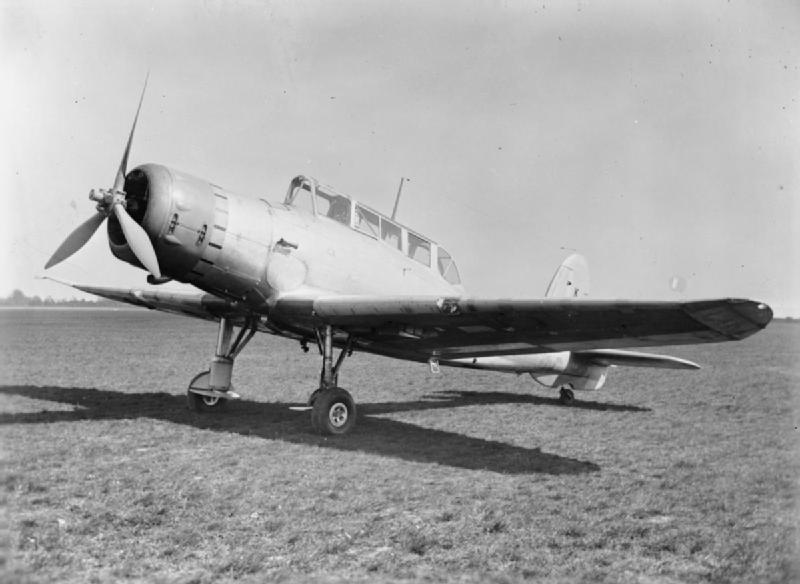
Blackburn Skua var Royal Navys första störtbombare och spelade en viktig roll i början av andra världskriget.

Ett annat företag som också flyttade till Brough under 1930-talet var motortillverkaren Cirrus-Hermes. Det var därför smidigt att använda en motor från Cirrus-Hermes i flygplanet Blackburn Bluebird. De båda företagen gick samman 1936 och bildade Blackburn Aircraft Limited. Samma år öppnade Blackburn också en ny fabrik i Dumbarton. När andra världskriget bröt ut var Blackburn en etablerad och relativt stor flygplanstillverkare med kontrakt på Blackburn Shark, Blackburn Skua, Blackburn Roc och Blackburn Botha samt tillverkning av Fairey Swordfish och Short Sunderland på licens. Under kriget utvecklade man bland annat Blackburn Firebrand.

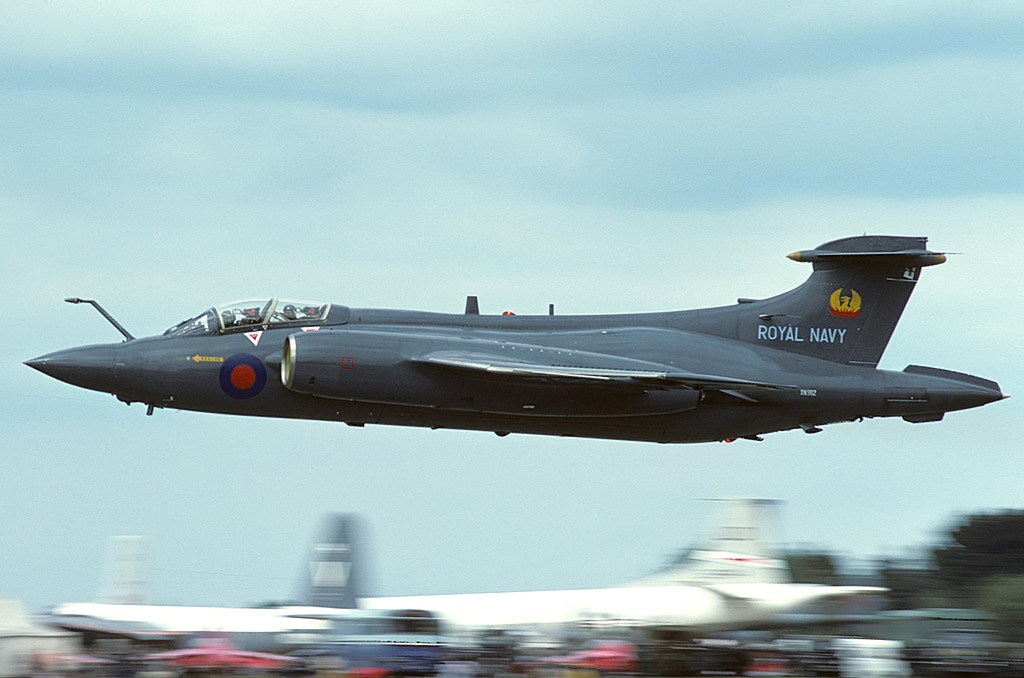
Blackburn Buccaneer blev Blackburns sista flygplan och tillverkningen övertogs av Hawker Siddeley.

Efter andra världskrigets slut hade man återigen samma problem som efter första och fabrikerna i Leeds och Sherburn in Elmet fick säljas. En djärvare affär var att man köpte upp flygplanstillverkaren General Aircraft i Dumbarton i januari 1949. General Aircraft hade en prototyp på ett tungt transportflygplan men inte en fabrik tillräckligt stor att tillverka den. Det hade däremot Blackburn och flygplanet började produceras som Blackburn Beverley. År 1953 gick Robert Blackburn i pension av hälsoskäl och avled 10 september 1955. Försvarsuppgörelsen 1957 lade en hämsko över all militär flygplansutveckling i Storbritannien. Blackburn hade tur som fick kontrakt på Blackburn Buccaneer men utsattes ändå för hård politisk press att gå samman med andra flygplanstillverkare, något som blev verklighet 1960 då Blackburn Aircraft gick samman med Hawker Aircraft, Gloster Aircraft Company, de Havilland, Armstrong Whitworth och Avro och bildade Hawker Siddeley.

## Flygplan
- Blackburn Mercury (1911)
- Blackburn Twin Blackburn (1915)
- Blackburn Kangaroo (1918)
- Blackburn Blackburn (1922)
- Blackburn Dart (1922)
- Blackburn Bluebird (1924)
- Blackburn Iris (1926)
- Blackburn Ripon (1926)
- Blackburn Lincock (1928)
- Blackburn Bluebird IV (1929)
- Blackburn B-2 (1931)
- Blackburn Baffin (1932)
- Blackburn Perth (1933)
- Blackburn Shark (1933)
- Blackburn Skua (1937)
- Blackburn Botha (1938)
- Blackburn Roc (1938)
- Blackburn Firebrand (1942)
- Blackburn Beverley (1950)
- Blackburn Buccaneer (1958)